# Eksplozija plinovoda Litva–Latvija (2023)
13. januarja 2023 je prišlo do eksplozije na plinovodu Litva–Latvija v Pasvaliu Vienkiemiaiju v okrožni občini Pasvalys vLitvi.
Ob 16.57 je policija okrožja Pasvalys prejel klic o požaru v vasi Pasvalio Vienkiemiai. Ognjeni zublji so segali do 50 m v višino in so bili vidni na razdalji najmanj 17 km. Iz previdnosti so evakuirali celotno vas Valakėliai. Posledično je Litva ustavila pretok zemeljskega plina v Latvijo, potrošniki v severni Litvi so se oskrbovali preko alternativnih plinovodov. Da je plin izgorel, je bilo iz sistema izključenih 18 km plinovoda. Gasilci so požar pogasili okoli 21. ure po lokalnem času. Do polnoči je Litva v zmanjšanem obsegu obnovila tranzit plina med Litvo in Latvijo.

## Vzrok
Po besedah izvršnega direktorja podjetja Amber Grid ni dokazov, da je bila eksplozija napad, vendar je napovedal preiskavo incidenta.
14. januarja 2023 je predstavnik policije potrdil, da se vzrok incidenta trenutno preiskuje v skladu z 278. členom litovskega kazenskega zakonika, ki se kaznuje z zaporno kaznijo do 5 let.

## Eksplozija
Ob 16.57 je policija prejela klic o požaru v vasi Pasvalio Vienkiemiai, potem ko so domačini slišali glasen hrup. Ognjeni zublji so segali do 50 m v višino in so bili vidni na razdalji najmanj 17 km. Objekti v radiju 1 km od pogorišča so se pregrevali nad 100 °C, zato so morali gasilci objekte hladiti z vodo. Gasilci so z dronom pregledovali območje in spremljali širjenje požara.
Od glavnega sistema podjetja Amber Grid je bilo odklopljenih 18 km cevovoda, da je plin lahko izgorel. Požar je ponehal okoli 21. ure po lokalnem času. 

## Evakuacije
Evakuirana je bila bližnja vas Valakeliai. V zgradbi gimnazije Joniškėlis Gabrielė Petkevičaitė-Bitė je bil vzpostavljen začasni reševalni center s 120 posteljami. 14. januarja 2023 so se domačini lahko vrnili v vas.
Domačinom iz vasi Paberžiai in Balsiai so svetovali evakuacijo in začasno zatočišče v osnovni šoli Pasvalys Lėvens. Pristojne oblasti spodbujajo prebivalce, ki živijo zunaj evakuacijskega območja, naj zapirajo vsa vrata in okna ter ostanejo mirni.

## Transport
Promet po državni cesti KK150 v okrožju Pasvalys je bil prekinjen in preusmerjen po podeželskih makadamskih cestah. Zaradi vročine ognja se je poškodovala površina ceste in ta na odseku v dolžini 2 km ni bila več prevozna.

## Popravila
14. januarja 2023 je Gintautas Gegužinskas, župan okrožja Pasvalys, potrdil, da bo popravilo poškodovanega plinovoda Litva–Latvija trajalo najmanj en teden.